# Unidades Civis Voluntárias na Guerra Civil Americana
Enquanto a grande maioria das unidades de voluntários durante a Guerra Civil Americana foi alistada pelos Estados, um pequeno número foi alistado diretamente pelo Governo Federal. Essas unidades incluíam regimentos como os Sharpshooters (atiradores de elite), e no outro extremo, os "Galvanized Yankees" recrutados de prisioneiros de guerra confederados ("convertidos") para combater índios na fronteira, em vez de permanecerem em campos de prisioneiros.

## Sharpshooters
- 1st United States Sharpshooters
- 2nd United States Sharpshooters

## Infantaria
- 1st United States Volunteer Infantry Regiment
- 2nd United States Volunteer Infantry Regiment
- 3rd United States Volunteer Infantry Regiment
- 4th United States Volunteer Infantry Regiment
- 5th United States Volunteer Infantry Regiment
- 6th United States Volunteer Infantry Regiment

## Outros
- 1st Regiment, U.S. Veteran Volunteer Engineers
- 1st Company, U.S. Volunteer Pontoneers